# 羅西夫卡
50°39′24″N 28°48′2″E / 50.65667°N 28.80056°E
羅西夫卡（烏克蘭語：Росівка）是烏克蘭北部的村莊，隸屬日托米爾州的日托米爾區。該村始建於1647年，面積0.75平方公里，海拔高度181米，2001年人口166，人口密度每平方公里222.52人。